# Denticollis parallelicollis
Denticollis parallelicollis là một loài bọ cánh cứng trong họ Elateridae. Loài này được Aubé miêu tả khoa học năm 1850.